# St. Maria (Unterkochen)

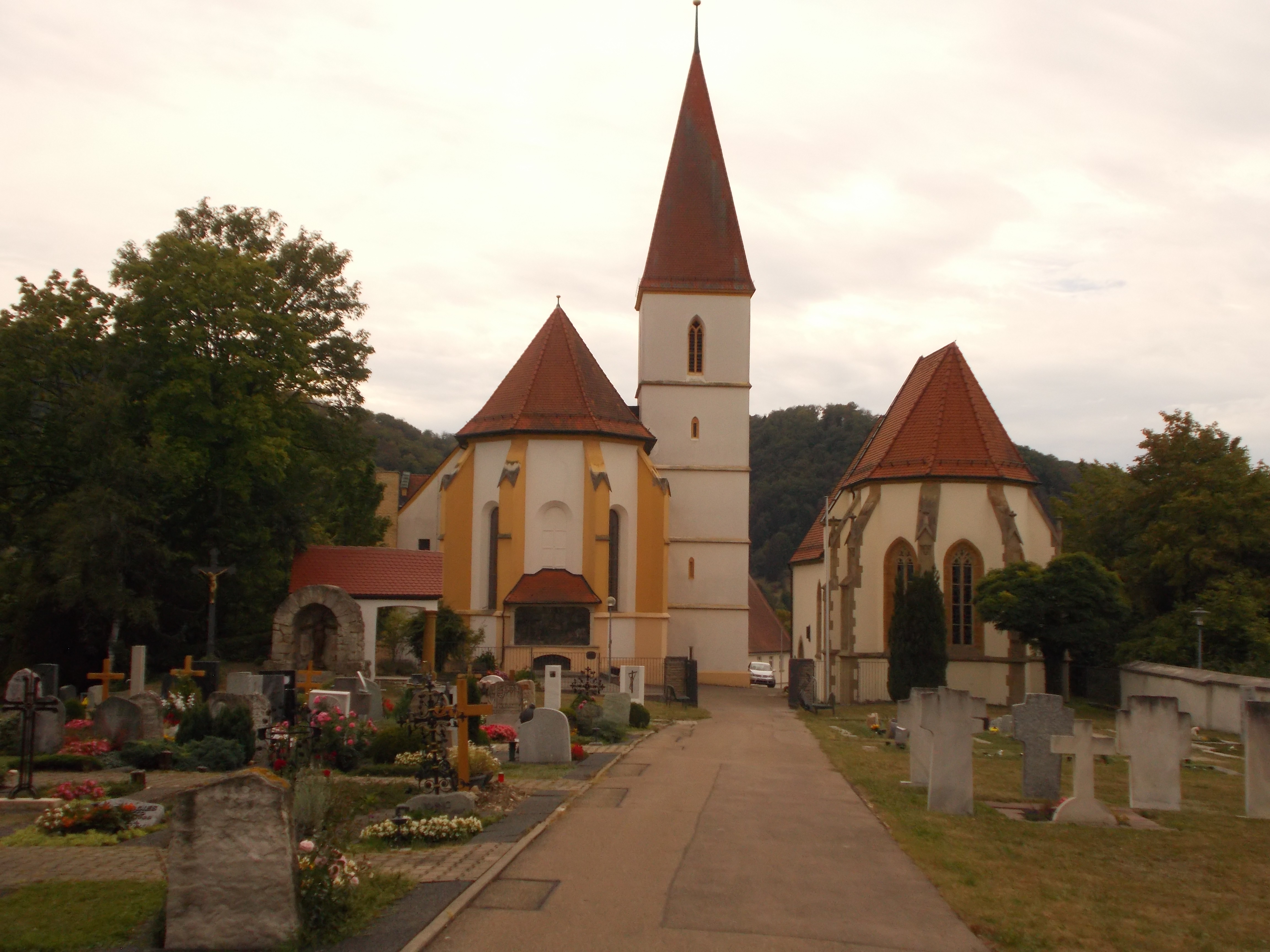
St. Maria in Unterkochen

Die römisch-katholische Wallfahrtskirche St. Maria ist ein geschütztes Kulturdenkmal nach dem Denkmalschutzgesetz. Sie ist die Pfarrkirche von Unterkochen, einem Stadtbezirk der Großen Kreisstadt Aalen im Ostalbkreis in Baden-Württemberg. Die Kirchengemeinde gehört zum Dekanat Ostalb der Diözese Rottenburg-Stuttgart.

## Beschreibung

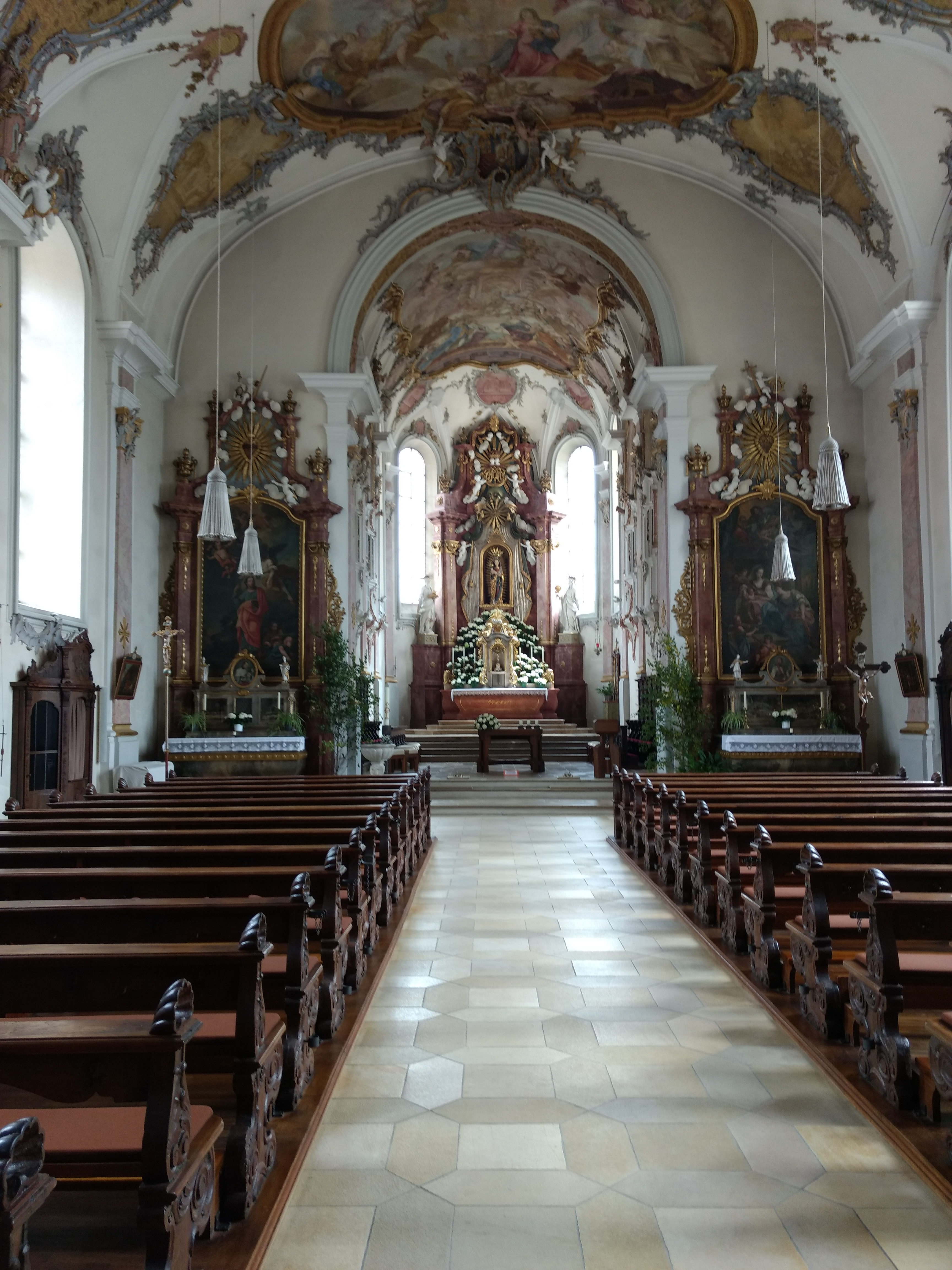
Blick zum Chor

Die Kirche wurde 1764/65 nach einem Entwurf von Johann Michael Keller dem Jüngeren mit Teilen des Vorgängerbaus als Saalkirche errichtet. Sie besteht aus einem Langhaus, einem eingezogenen, dreiseitig geschlossenen, von Strebepfeilern gestützten  Chor im Osten, einem Chorflankenturm an dessen Nordwand und der Sakristei an dessen Südwand. Die Fassade im Westen schließt mit einem Schweifgiebel ab. Das Langhaus musste 1782/83 an den Längsseiten durch kleine Anbauten nachträglich gestützt werden. Außen am Chor befindet sich die Nachbildung eines Heiligen Grabes. Das oberste Geschoss des mit einem spitzen Pyramidendach bedeckten Chorflankenturms enthält den Glockenstuhl. Der Innenraum des Langhauses ist mit einem Muldengewölbe überspannt. Die Deckenmalerei schuf 1768 Johann Anwander. Die Orgel wurde 1964 von der Giengener Orgelmanufaktur Gebr. Link als Opus 867 gebaut.